# トゥン
トゥンはマヤ文明の暦の単位の一種。長期暦の一環として用いられる。
1トゥンは、18ウィナル、すなわち360キンに相当し、1年に近い。トゥンの文字通りの意味は「石」であって、マヤで一番貴重な石である翡翠を示す言葉でもあった。ティカルの北方には、ワシャクトゥンという重要な遺跡があるが「ワシャク（Uaxac-)」で「八つ」を表すので、もともとは「八つの石」という意味である。石碑に鳥の怪物のような神と幾何体の上半分を帽子にした老人の神を組み合わせた「全身体」で表現されることがある。また、5トゥン（ホトゥン）ごとに各都市遺跡で儀礼が行われたことがしばしば石碑に刻まれた。
トゥンというのはユカテコ語の名称であり、古典期のマヤ人は「年」を意味するハーブ(haabʼ)と呼んでいた。しかし、ハーブの語はすでに365日の年を意味する語として使われているため、混乱を避けるためにマヤ研究者は今もトゥンの語を使い続けている。